# Capitaneria di porto
La capitaneria di porto, in Italia, è l'ufficio periferico dell'amministrazione del Ministero delle infrastrutture e dei trasporti, e sede amministrativa di un compartimento marittimo.

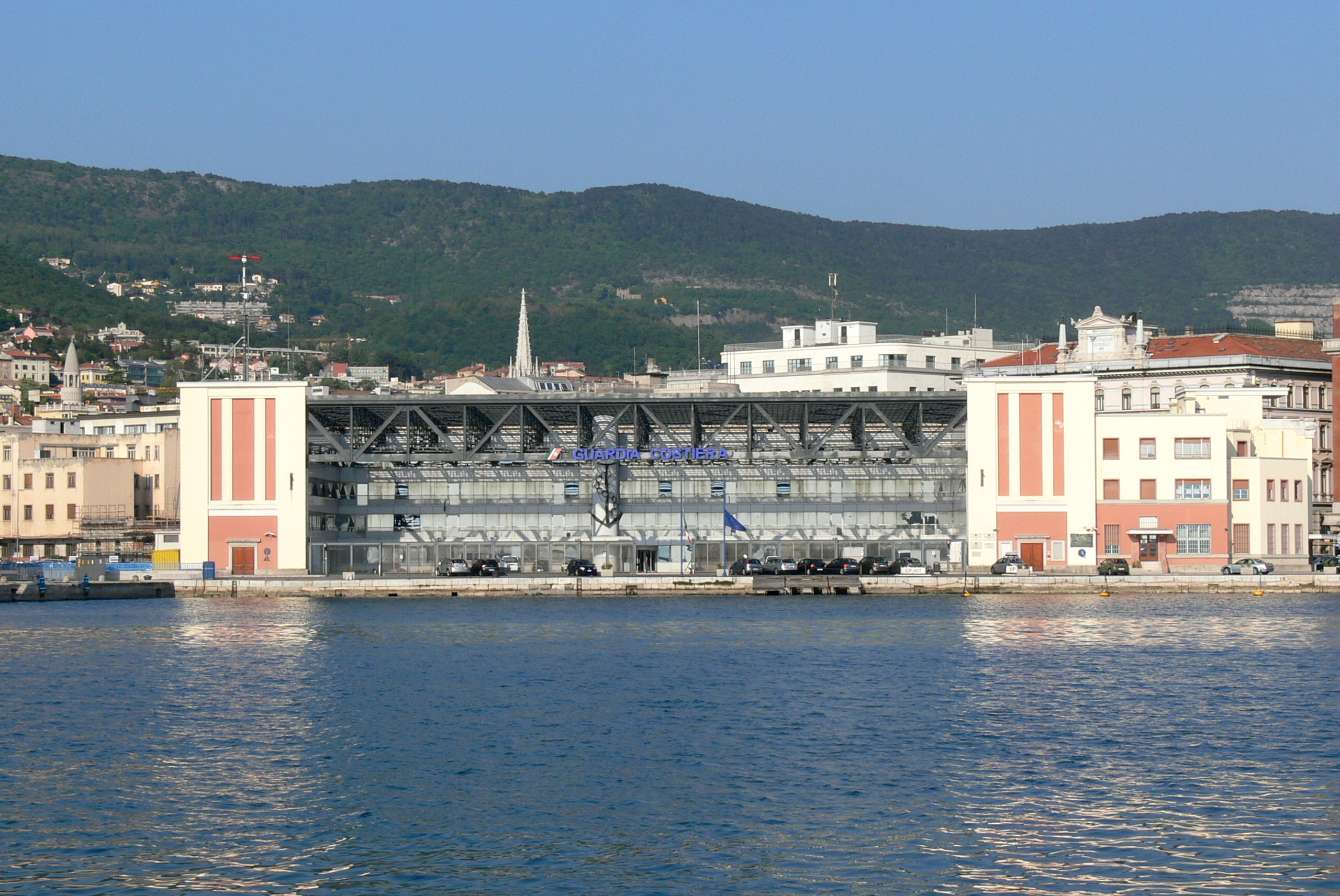
La sede della capitaneria di porto di Trieste

Ha normalmente sede in un dato porto compreso nella zona marittima alla quale è sottordinata.
La capitaneria di porto ha anche una bandiera, consiste di un drappo rettangolare con proporzioni 3:4 colorato in due bande orizzontali di uguali dimensioni; quella inferiore è azzurra, quella superiore bianca.

## Storia
Vennero istituite dal regio decreto del 20 luglio 1865, n. 2438 inizialmente come corpo civile, e ad esse vennero affidate la disciplina e la vigilanza su tutte le attività marittime e portuali.
Durante l'immediato secondo dopoguerra italiano, nel 1948, passarono alle dipendenze del Ministero della marina mercantile. Dal 1994 con una serie di accorpamenti gli uffici delle capitanerie di porto passarono al Ministero dei trasporti e della navigazione, nato dall'unione dei Ministero dei trasporti con il Ministero della marina mercantile.

## Competenza
Ad essa è affidata la gestione amministrativa, la sicurezza della navigazione, la salvaguardia della vita umana in mare e in genere tutte le attività marittime connesse alla fruizione del mare nella più ampia accezione del termine. Presso di essa opera la Guardia costiera della Marina Militare.
Dalla capitaneria dipende l'ufficio circondariale marittimo, l'ufficio locale marittimo e la delegazione di spiaggia.

## Attività
Gestiscono i seguenti servizi:
- amministrazione del personale marittimo e gestione degli atti e dei registri relativi alla gente di mare
- esercizio del potere disciplinare sul personale marittimo
- approvazione di concessioni di aree demaniali di durata non superiore a quattro anni che non implicano la presenza di impianti di difficile sgombero
- amministrazione del naviglio mercantile e vigilanza sui cantieri navali
- armamento e disarmo delle navi mercantili e arrivo e partenza delle navi
- assistenza e salvataggio in mare e indagini sui sinistri marittimi e accertamento delle relative responsabilità
- vigilanza sull'esercizio delle linee di navigazione
- tasse di ancoraggio e altri diritti marittimi
- polizia portuale, marittima, sanitaria e giudiziaria
- pilotaggio
- lavoro portuale
- rimorchio ormeggio e altri lavori portuali
- pesca
- vigilanza sui segnalamenti marittimi notturni e diurni, sulla conservazione dei fondali sulle opere e sugli arredamenti portuali
- organizzazione antincendio in porto e a bordo delle navi mercantili
- concorso alla difesa marittima e costiera e alla organizzazione dei trasporti marittimi in caso di emergenza
- requisizione e noleggio delle navi

## Distribuzione sul territorio
Attualmente sono presenti sul territorio statale 54 capitanerie di porto.